# Фомін Петро Іванович (економіст)
Петро Іванович Фомін (1873, Москва — 1936, Харків) — український радянський економіст та діяч вищої освіти. Перший ректор Харківського інституту народного господарства, також був його професором.
Портрет Петра Фоміна вивішений у аудиторії А3 інтерактивних технологій навчання Харківського національного економічного університету імені Семена Кузнеця серед портретів інших очільників закладу.